# 拉什科瓦斯洛博達
51°47′0″N 30°53′4″E / 51.78333°N 30.88444°E
拉什科瓦斯洛博達（烏克蘭語：Рашкова Слобода），是烏克蘭北部的村莊，隸屬切爾尼希夫州的切爾尼希夫區。該村始建於1876年，面積0.39平方公里，海拔高度131米，2001年人口39，人口密度每平方公里100人。